# Kondaa
Kondaa is een stalen achtbaan in het Belgische attractiepark Walibi Belgium. De achtbaan is de hoogste en snelste in de Benelux en heeft een recordaantal van 15 airtimepunten. Kondaa is geproduceerd door Intamin en opende 8 mei 2021.

## Geschiedenis

### Investeringsplan
Op 22 juni 2017 kondigde Walibi Belgium tijdens een persconferentie een investeringsplan aan van 100 miljoen euro. Dit plan omvatte niet alleen nieuwe attracties voor het park, maar ook een grondige vernieuwing van de bestaande themagebieden. In 2018 opende het park het eerste themagebied Exotic World met daarin de familieachtbaan Tiki Waka. In 2019 opende Walibi twee nieuwe themazones: Karma World met een nieuwe darkride en Fun World met Fun Pilot, een kinderachtbaan van Zierer.
Voor seizoen 2021 kondigde Walibi in 2017 een Afrikaanse zone aan met een mega-achtbaan. In november 2018 werd op een beurs van IAAPA in Florida de layout van de achtbaan onthuld.

### Bouw en afwerking
In augustus 2019 begonnen de eerste voorbereidende werken voor de zone en achtbaan met het verwijderen van bomen. De echte werken, zoals het plaatsen van funderingen begonnen in maart en april 2020. De eerste baandelen werden in juli geplaatst. Het park kondigde op 16 september 2020 aan dat de baan klaar was. Ondertussen ging ook de thematisatie van het station en de omliggende zone ook gewoon door. Het station kreeg de vorm van een tempel in de jungle, met watervallen en vuurkorven.
De eerste trein arriveerde in november. De treinen werden gethematiseerd naar een slangachtig wezen. Op 17 december 2020 vond de eerste testrit plaats.
Via een vierdelige webserie, waarvan de eerste aflevering te zien was op 28 april, geeft Walibi een kijkje achter de schermen bij de ontwikkeling van Kondaa en het tot stand komen van het nieuwe themagebied. Diezelfde dag liet het park ook weten dat Kondaa zal openen bij de start van het seizoen op 8 mei. Een maand later dan voorzien dankzij de coronapandemie.

## Technische specificaties
Kondaa heeft een lengte van 1200 meter. De inzittenden worden tot een hoogte gebracht van 50 meter en halen een topsnelheid van 113 km/u. Hiermee is Kondaa de hoogste en snelste achtbaan van de Benelux. Nog enkele speciale elementen zijn de 80° draaiende eerste afdaling, de non-inverting cobra roll en een zogenaamde wall stall.
Bezoekers ervaren tijdens de anderhalve minuut durende rit vijftien keer gewichtloosheid, de zogenaamde airtime. 

## Thema
Het themagebied waarin deze achtbaan gelegen is, zal een uitbreiding worden van het in 2018 geopende Exotic World. Het gebied krijgt echter geen tiki-thema, wel een Afrikaans. Het gebied is een uitbreiding van het eigenlijke pretpark. Deze zone was voorheen opslagruimte en een terrein voor privéfeestjes. De zone is gelegen achter Dalton Terror. De go-karts moesten ook wijken voor de bouw van een gloednieuw restaurant. De kinderattractie Squad's Stunt Flight verhuist van Fun World mee naar het nieuwe gebied. Het station van de achtbaan en de omliggende gebouwen zijn vormgegeven als een overwoekerde tempel in de jungle met aan de ingang een borstbeeld van Kondaa. Op het centrale plein kunnen bezoekers ook het skelet aantreffen van Kondaa, gewikkeld rond een holle boomstronk waar water uit stroomt. Verder is de kinderattractie gethematiseerd als een mini-versie van Kondaa, genaamd Kondaala. Voor de afwerking van het gebied liet het park duizenden planten en bomen aanrukken. Het Afrikaanse restaurant, opgetrokken aan de rand van het meer kreeg een authentiek Afrikaanse lemen-uiterlijk.
Op 23 december 2020 stuurde Walibi een filmpje de wereld in waarin het verhaal achter de achtbaan duidelijk gemaakt werd. Kondaa blijkt een monster te zijn dat meer dan 5000 jaar geleden uit de kern van de kern van de aarde kwam en daar terreur zaaide tussen de inheemse stammen.
Het gebied waarin de achtbaan gelegen is, werd ontworpen door Julien Bertevas, huisontwerper van Compagnie des Alpes. Bertevas tekende ook al voor het ontwerp van Exotic World, Fun World en Karma World.
Afbeeldingen · Geschiedenis van Walibi Belgium